# (12828) Batteas
(12828) Batteas (1997 AU9) – planetoida z grupy pasa głównego asteroid okrążająca Słońce w ciągu 3,4 lat w średniej odległości 2,26 j.a. Odkryta 3 stycznia 1997 roku.